# Ernesto Zedillo

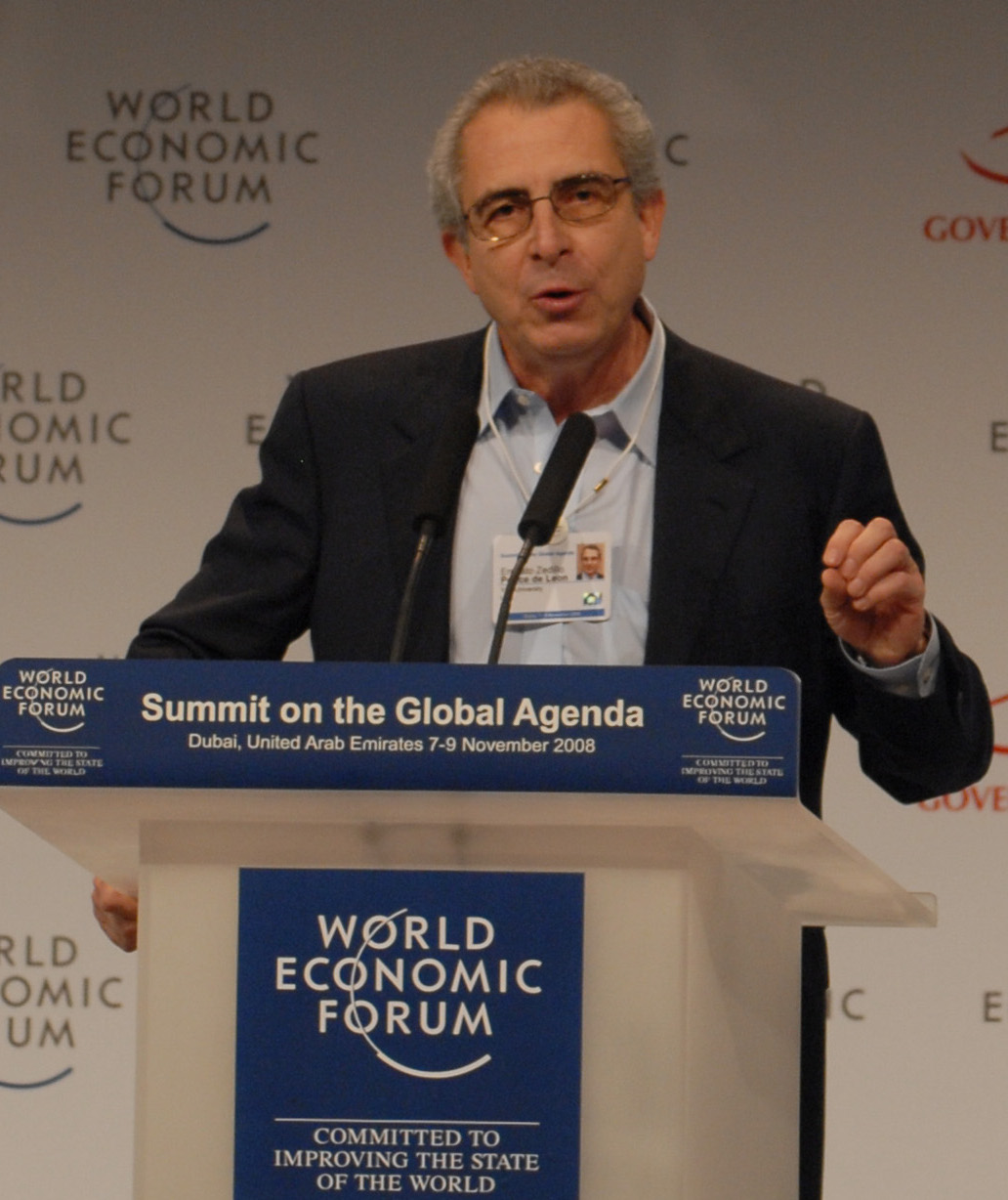
Ernesto Zedillo
(2008)

Ernesto Zedillo Ponce de León (Mexico-Stad, 27 december 1951) is een Mexicaans politicus en econoom. Hij was president van Mexico van 1994 tot 2000. Zedillo's beleid kenmerkte zich, als vertegenwoordiger van de 'technocraten' binnen de regerende Institutioneel Revolutionaire Partij (PRI), door het uitvoeren van een neoliberale bezuinigingspolitiek, mede als antwoord op een economische crisis die Mexico kort na zijn aantreden te verduren kreeg. Onder zijn regering vonden verschillende hervormingen plaats die het politieke systeem democratischer en opener maken, zodat de PRI in 2000 na Mexico voor meer dan zeven decennia vaak autoritair regeerd te hebben de macht kwijtraakte.

## Eerdere carrière
Zedillo werd geboren in Mexico-Stad maar bracht zijn jeugd in Mexicali door. Zedillo studeerde economie aan de Nationaal Polytechnisch Instituut (IPN) en de Yale University en werd daarna leraar. In 1971 werd hij lid van de Institutioneel Revolutionaire Partij (PRI), de partij die al sinds 1929 aan de macht was. Vanaf 1978 werkte hij bij de Mexicaanse Centrale Bank. Van 1988 tot 1992 was hij minister van budget onder president Carlos Salinas en in 1992 werd hij minister van onderwijs.

## Verkiezing
Aanvankelijk was Luis Donaldo Colosio presidentskandidaat voor de PRI. Op 23 maart 1994 werd Colosio echter vermoord terwijl hij op campagne was in Tijuana, een gebeurtenis die nooit helemaal opgehelderd is.
Aangezien de Mexicaanse grondwet voorschrijft dat een presidentskandidaat een bepaalde periode voor zijn verkiezing geen andere functie mag bekleden, vielen de meeste prominente PRI-politici af als nieuwe kandidaat. Zedillo werd dan ook door velen gezien als de enig mogelijke, in plaats van de beste kandidaat. De presidentsverkiezingen wist hij desalniettemin te winnen. Als reden hiervoor wordt wel aangegeven dat de Mexicanen in het crisisjaar 1994 liever een partij die vertrouwd was met regeren aan de macht wilde hebben. Hij behaalde 48,77% van de stemmen, op dat moment het kleinste percentage sinds 1871 waarmee een kandidaat presidentsverkiezingen had gewonnen, maar hij had alsnog een ruime marge op tegenkandidaten Diego Fernández de Cevallos van de Nationale Actiepartij (PAN) en Cuauhtémoc Cárdenas van Partij van de Democratische Revolutie (PRD). Deze verkiezingen waren bovendien de eerlijkste in jaren. Op 1 december werd Zedillo als president ingehuldigd.

## Presidentiële termijn
In december 1994, kort na zijn aantreden, maakte hij een economische beslissing die volledig misliep. De Mexicaanse peso werd losgekoppeld van de Amerikaanse dollar, waarna de peso in korte tijd enorm in waarde daalde. Deze gebeurtenis staat bekend als de "decembervergissing". Deze crisis veroorzaakte een groot aantal faillissement en een grote stijging van de misdaadcijfers.
Door al deze misére had Zedillo moeite zijn positie te rechtvaardigen, wat sowieso al moeilijk was omdat hij min of meer toevallig president was geworden. Velen beschouwden hem als marionet van Salinas. Dit bleek niet waar te zijn toen Zedillo in februari 1995 de opdracht gaf om Raúl Salinas, broer van de voormalig president, te arresteren. Deze werd verantwoordelijk gehouden voor de moord op PRI-secretaris-generaal José Francisco Ruiz Massieu. Dit was een breuk met het verleden, aangezien PRI-presidenten voorheen altijd hun voorgangers in bescherming namen. Carlos Salinas verhuisde in zelfverkozen ballingschap naar Ierland.
Zedillo kampte met de nog altijd onopgeloste situatie van het Zapatistisch Nationaal Bevrijdingsleger in Chiapas. Hij schipperde tussen confrontatie en overleg, en gedurende zijn termijn werd er geen oplossing voor gevonden. Zedillo tekende de akkoorden van San Andrés met zapatistenleider Subcomandante Marcos, maar deze akkoorden werden later door het Congres van de Unie verworpen. Zijn regering liep een lelijke smet door het Bloedbad van Acteal in december 1997. Hierbij werden enkele tientallen burgers vermoord toen paramilitairen waarvan vermoed werd dat ze banden met de PRI hadden een kerk in brand staken.
Het economische beleid van Zedillo week weinig af van die van zijn voorganger Salinas. Zedillo stond bekend als een van de sterkste voorstanders van globalisering. Hij was de eerste die het woord globalifoob gebruikte om anders- en anti-globalisten mee aan te duiden, die Zedillo vervolgens weer globalifiel noemden.
Zedillo vormde een aantal democratische hervormingen door. Zo koppelde hij het Federaal Electoraal Instituut los van de PRI. Ook zorgde hij ervoor dat de burgemeester van Mexico-Stad voortaan wordt gekozen, voorheen werd die benoemd. In 1997 werd Cuauhtémoc Cardenas als eerste democratisch tot burgemeester van Mexico-Stad gekozen. In de parlementsverkiezingen van hetzelfde jaar verloor de PRI voor het eerst in haar geschiedenis de meerderheid in het parlement.

## Onderscheidingen
2002: Four Freedoms Award voor vrijwaring van vrees

## Opvolging en nalatenschap
Voor de presidentsverkiezingen van 2000 werden er voor het eerst voorverkiezingen gehouden binnen de PRI. Voorheen werd de kandidaat aangewezen door de zittende president, een methode die bekendstond als dedazo (vingerwijzing). Francisco Labastida. Labastida nam het in 2000 op tegen Vicente Fox van de PAN en wederom Cárdenas. Al op de verkiezingsavond was duidelijk dat Fox de verkiezingen zou winnen, en Zedillo gaf het verlies van de PRI toe. Veel partijgenoten waren hier woedend over en beschouwden hem als een verrader. Op 1 december nam Vicente Fox het presidentschap over.
De verandering van Mexico tot een meerpartijendemocratie is voor een groot deel aan Zedillo's hervormingen toe te schrijven.
In ieder geval is duidelijk dat door Zedillo's hervormingen Mexico een echte meerpartijendemocratie is geworden. Desalniettemin is er ook veel kritiek geweest op zijn beleid. Hij leunde namelijk zwaar op het leger, onder andere om het probleem van de Zapatistas aan te pakken. Mexico's militaire uitgaven, vroeger een van de laagste ter wereld, stegen in ieder geval aanzienlijk. Sommigen houden hem ook verantwoordelijk voor de gebeurtenissen in Acteal, hoewel Zedillo zelf altijd heeft gezegd dat dat de zwartste dag tijdens zijn periode als president is geweest. Intussen is hij door een mensenrechtenorganisatie uit Chiapas bij het Inter-Amerikaans Hof voor de Mensenrechten aangeklaagd wegens moord op 123 personen en marteling, die door paramilitairen zijn gepleegd, maar waarvoor Zedillo verantwoordelijk wordt gehouden, aangezien hij hoofd van de strijdkrachten was gedurende zijn termijn als president.
Tegenwoordig doceert Zedillo aan de Yale University en is hij lid van de directie van Procter & Gamble, Electronic Data Systems en Alcoa en het adviesorgaan van The Coca-Cola Company. Tevens is hij lid van de club van Madrid en de Bill & Melinda Gates Foundation.
- Bibliothèque nationale de France: cb150049787 (data)
- CiNii: DA17006056
- Gemeinsame Normdatei: 122197127
- International Standard Name Identifier: 0000 0001 1766 5584
- Library of Congress Control Number: n88665079
- Nationale Bibliotheek van Tsjechië: jo2010570550
- Nationale Bibliotheek van Israël: 987007437047905171
- Nederlandse Thesaurus van Auteursnamen: 181864509
- SNAC: w6571xmd
- Système universitaire de documentation: 092419992
- Virtual International Authority File: 61883266
- WorldCat: E39PBJkMMkgYdJjPxKkGTvDDv3